# Under the Dome (serial)
Under the Dome (Sub dom) este un serial de televiziune american științifico-fantastic de groază dezvoltat de Brian K. Vaughan și bazat pe romanul omonim de Stephen King. Vaughan și King sunt producători executivi ai serialului împreună cu Neal Baer, Justin Falvey, Darryl Frank și Stacey Snider. Baer acționează ca  showrunner. Regizorul danez Niels Arden Oplev a regizat episodul pilot. Premiera serialului a avut loc la 24 iunie 2013 la ora 10 PM la CBS.

## Prezentare
Amplasat în viitorul apropiat, Under the Dome spune povestea locuitorilor din orășelul Chester's Mill, care se trezesc brusc tăiați de restul lumii de o barieră misterioasă, de nepătruns, care înconjoară orașul. În timp ce orașul începe să fie sfâșiat de panică, un grup mic de oameni încearcă să mențină pacea și ordinea în timp ce, de asemenea, încearcă să descopere adevărul din spatele barierei și cum să scape de ea.

## Distribuție

### Rolurile principale
- Mike Vogel ca Dale "Barbie" Barbara, veteran aflat în oraș într-o misiune misterioasă.
- Rachelle Lefevre ca Julia Shumway, un reporter de investigații ce devine interesată de Barbie.
- Natalie Martinez ca Șerif Linda Esquivel, un șerif local loial și ambițios.
- Britt Robertson ca Angie McAlister, o asistentă medicală care visează să plece din oraș.
- Alexander Koch ca Junior Rennie, fiul emoțional deranjat al lui Big Jim.
- Colin Ford ca Joe McAlister, un adolescent inteligent ai cărui părinți sunt în afara barierei.
- Nicholas Strong ca Phil Bushey, un popular DJ de radio cu un secret întunecat.
- Jolene Purdy ca Dodee Weaver, un inginer radio, care face contact cu lumea exterioară.
- Aisha Hinds ca Carolyn Hill, un avocat din domeniul divertismentului din Los Angeles care este prins în oraș cu soția și fiica sa adolescentă.
- Jeff Fahey ca Howard "Duke" Perkins, șef al departamentului de poliție.
- Dean Norris ca James "Big Jim" Rennie, politician și proprietar al Jim Rennie's Used Cars, care caută să utilizeze domul ca o modalitate de a obține controlul asupra orașului.

### Rolurile secundare
- Samantha Mathis ca Alice Calvert
- Mackenzie Lintz ca Norrie Calvert-Hill
- Beth Broderick ca Rose Twitchell, proprietar al Sweetbriar Rose
- Leon Rippy ca Ollie
- Kevin Sizemore ca Paul Randolph
- Dale Raoul ca Andrea Grinell
- R. Keith Harris ca Peter Shumway, soțul Juliei
- Josh Carter ca Rusty Denton, logodnicul Lindei
- John Elvis ca Ben Drake
- Ned Bellamy ca Reverend Lester Coggins.

## Sezoane
| Sezonul | Sezonul | Episoade | Episoade | Premiera TV      | Premiera TV        | Telespectatori (milioane) |
| Sezonul | Sezonul | Episoade | Episoade | Prima transmisie | Ultima transmisie  | Telespectatori (milioane) |
| ------- | ------- | -------- | -------- | ---------------- | ------------------ | ------------------------- |
|         | 1       | 13       | 13       | 24 iunie 2013    | 16 septembrie 2013 | 11.19                     |
|         | 2       | 13       | 13       | 30 iunie 2014    | 22 septembrie 2014 | 7.17                      |
|         | 3       | 13       | 13       | 25 iunie 2015    | 10 septembrie 2015 | 4.70                      |

| Sezonul | Sezonul | Episoade | Premiera           | Premiera            | Lansare pe DVD | Lansare pe DVD | Lansare pe DVD |
| Sezonul | Sezonul | Episoade | Premiera sezonului | Sfârșitul sezonului | Regiunea 1     | Regiunea 2     | Regiunea 4     |
| ------- | ------- | -------- | ------------------ | ------------------- | -------------- | -------------- | -------------- |
|         | 1       | 13       | 24 iunie 2013      | 16 septembrie 2013  | TBA            | TBA            | TBA            |

### Episoade
| Nr. | Titlu                 | Regizor              | Scenarist(i)                  | Premiera           | Audiență SUA (milioane) |
| --- | --------------------- | -------------------- | ----------------------------- | ------------------ | ----------------------- |
| 1   | „Pilot”               | Niels Arden Oplev    | Scenariu de: Brian K. Vaughan | 24 iunie 2013      | 13.53                   |
| 2   | „The Fire”            | Jack Bender          | Rick Cleveland                | 1 iulie 2013       | 11.52                   |
| 3   | „Manhunt”             | Paul Edwards         | Adam Stein                    | 8 iulie 2013       |                         |
| 4   | „Outbreak”            | Kari Skogland        | Peter Calloway                | 15 iulie 2013      |                         |
| 5   | „Blue on Blue”        | Jack Bender          | Brian K. Vaughan              | 22 iulie 2013      |                         |
| 6   | „The Endless Thirst”  | Kari Skogland        | Soo Hugh                      | 29 iulie 2013      |                         |
| 7   | „Imperfect Circles”   | Miguel Sapochnik     |                               | 5 august 2013      |                         |
| 8   | „Thicker Than Water”  | Jack Bender          | Adam Stein                    | 12 august 2013     |                         |
| 9   | „The Fourth Hand”     | Roxann Dawson        |                               | 19 august 2013     |                         |
| 10  | „Let the Games Begin” | Sergio Mimica-Gezzan | Peter Calloway                | 26 august 2013     |                         |
| 11  | „Speak of the Devil”  | David M. Barrett     |                               | 2 septembrie 2013  |                         |
| 12  |                       | Peter Leto           | Adam Stein                    | 9 septembrie 2013  |                         |
| 13  |                       | Jack Bender          |                               | 16 septembrie 2013 |                         |